# Vera Mügge
Pour les articles homonymes, voir Mügge.
Vera Mügge (née le 14 avril 1911 à Zgierz, morte le 9 mars 1984 à Berlin) est une costumière allemande.

## Biographie
Après une formation professionnelle à l'école des arts appliqués de Berlin, elle est engagée le 7 février 1939 par l'UFA en tant que costumière.
À partir de 1946, elle travaille principalement pour la DEFA et est notamment des adaptations des opéras Die lustigen Weiber von Windsor et Zar und Zimmermann. En 1957, elle est employée surtout par CCC-Film.

## Filmographie
- 1939 : Une cause sensationnelle
- 1939 : Der Stammbaum des Dr. Pistorius (de)
- 1940 : Les Rothschilds
- 1940 : Zwischen Hamburg und Haiti
- 1941 : La Belle Diplomate (Frauen sind doch bessere Diplomaten) de Georg Jacoby
- 1941 : Hochzeitsnacht
- 1941 : Friedemann Bach
- 1941 : Das leichte Mädchen
- 1941 : L'Appel du devoir (Über alles in der Welt)
- 1941 : Metropol Revue
- 1942 : Le Démon de la danse
- 1943 : Der kleine Grenzverkehr
- 1944 : Junge Adler
- 1944 : Liebesbriefe
- 1944 : Das Hochzeitshotel
- 1946 : Allez Hopp (inachevé)
- 1948 : Beate
- 1950 : Der Auftrag Höglers
- 1950 : Le Conseil des dieux
- 1950 : Les Joyeuses Commères de Windsor (de)
- 1951 : Corinna Schmidt
- 1951 : Die Sonnenbrucks (de)
- 1954 : Mädchen mit Zukunft
- 1954 : Carola Lamberti – Eine vom Zirkus (de)
- 1954 : Glückliche Reise (de)
- 1955 : Das Fräulein von Scuderi
- 1956 : Zar und Zimmermann (de)
- 1957 : Gejagt bis zum Morgen (de)
- 1957 : Die Schönste (de)
- 1958 : Ist Mama nicht fabelhaft?
- 1958 : Meine 99 Bräute (de)
- 1958 : Polikuschka
- 1959 : Liebe, Luft und lauter Lügen
- 1959 : Le Gang descend sur la ville (de)
- 1959 : Aus dem Tagebuch eines Frauenarztes
- 1960 : Scheidungsgrund: Liebe (de)
- 1960 : Liebling der Götter
- 1960 : Cambriolage en musique
- 1960 : Sabine und die 100 Männer
- 1961 : Mein Mann, das Wirtschaftswunder
- 1961 : Ramona
- 1961 : Robert und Bertram (de)
- 1962 : Le Secret des valises noires
- 1962 : Échec à la brigade criminelle
- 1962 : Sherlock Holmes et le Collier de la mort
- 1964 : Fanny Hill (de)
- 1964 : Der Fall X 701 (de)
- 1965 : Ein Volksfeind (TV)
- 1967 : Die spanische Puppe (TV)
- 1968 : Dynamite en soie verte
- 1969 : Jacques Offenbach – Ein Lebensbild (TV)
- 1972–1973 : Butler Parker (série télévisée)
- 1974 : Tatort: Playback oder die Show geht weiter (de) (TV)
- 1974 : Ermittlungen gegen Unbekannt (TV)